# شبکه ایمنی حمل و نقل هوایی
شبکه ایمنی حمل و نقل هوایی (انگلیسی: Aviation Safety Network) که به اختصار «ASN» نامیده می‌شود، یک وبگاه اینترنتی است که کارش ثبت و پیگیری سوانح و حوادث هوایی و هواپیمارباییها است. پایگاه اطلاعاتِ این وبگاه، جزئیاتِ بیش از ۱۰٬۷۰۰ گزارش را در خود ثبت و ذخیره کرده‌است. این وبگاه همچنین حاوی داده‌های مربوط به ترابری هوایی، بررسی‌های و تحقیقات به‌عمل‌آمده دربارهٔ علتِ سوانح هوایی، اخبار، عکس و آمار مربوط به آن است.
این وبگاه در سال ۱۹۹۶ توسط «هارو رَنتر» (هلندی) و با نام «صفحات اینترنتی ایمنی هوایی» برپا شد. سپس «فابیان لوخان» (آرژانتینی) نیز از اوت ۱۹۹۸ به او پیوست تا کمکِ بیشتری در تهیهٔ گزارش‌های دقیق و اخبار به‌روز دربارهٔ سوانح هوایی داشته باشد. نام فعلیِ این وبگاه (ASN) از سال ۱۹۹۹ بر آن نهاده شده‌است.